# Моспино
Мо́спино (укр. Мо́спине) — город в номинально образованной Донецкой городской общине Донецкого района Донецкой области Украины. С 2014 года населённый пункт контролируется самопровозглашённой Донецкой Народной Республикой, в которой продолжает считаться городом, образующим Моспинский городской совет, подчинённый Пролетарскому районному совету Донецкого городского совета. Входит в Донецкую агломерацию.

## География
Расположен в центральной части области, в нижнем течении реки под названием Грузская (приток Кальмиуса, бассейн Азовского моря). Железнодорожная станция.

#### Соседние населённые пункты по странам света
СЗ: Октябрьское, Темрюк, Гришки, Ларино
С: Высокое, Грузско-Зорянское (выше по течению Грузской)
СВ: Грузско-Ломовка (выше по течению Грузской), Кобзари, Придорожное (Амвросиевский район), город Иловайск
З: Менчугово, Павлоградское
В: Грабское, Полтавское, Агрономичное
ЮЗ: Придорожное (Старобешевский район), Горбачёво-Михайловка, Калинина, Кирово
ЮВ: Новодворское, Михайловка, Андреевка
Ю: Новый Свет, Вербовая Балка, Светлое, Бирюки

## История
Основан в 1800 году как село Махоровка.
В 1806 году историк-путешественник Сулин И. И. описывает, что по левую сторону речки Грузской, рядом с родовым имением Горбачевых, при балке Очеретинской, обозначен хутор Кутейников. Земли в округе принадлежат казачьему генералу Степану Ефимовичу Кутейникову. Вышедшая замуж за есаула Григория Ивановича Попова дочь Кутейникова, Марфа, получила этот хутор и земли в округе в качестве приданого.
Согласно карте 1820 года видно, что хутор Кутейников переименован в хутор Попов. Балка Очеретинская стала называться Криничной.
Хутор Попов делился речкой Грузской на две части, со временем он разросся и стал называться посёлок Поповъ Усть-Очеретинский.
Согласно списку населенных мест Области Войска Донского, в 1859 году посёлок Поповъ Усть-Очеретинский при речке Грузской имел 23 двора, в которых проживало 86 мужчин и 67 женщин.
В 1840 году Попов переселил на левую сторону реки Грузской, напротив хутора Попова Усть-Очеретинского, 46 крестьянских душ, живших в Новочеркасском округе на речке Тузлов. Новый посёлок получил название Тузловский.
В 1875 году посёлок Тузловский при балке Усть-Очеретинской имел всего лишь 10 дворов, в которых проживало 37 мужчин и 33 женщины. У местных крестьян из инвентаря имелось 3 плуга, 8 лошадей и 16 пар волов, а посёлок Усть-Очеретинский уже имел 41 двор, в которых проживало 125 мужчин и 115 женщин. У крестьян из инвентаря имелось 16 плугов, 67 лошадей и 64 пары волов.
Со временем поселки Усть-Очеретинский и Тузловский слились воедино и территориально относились к Степаново — Крынской волости Таганрогского округа области Войска Донского.
В 1902 году была открыта первая шахта Уткина. После 1907 года вступают в эксплуатацию шахты Алексеевского общества: за период 1913—1916 гг. были заложены и построены шахты: Козырева, Анохина, Шабалова, Рудченко, Сергеева и др.
В 1913—1916 годах на деньги шахтовладельцев Моспина, Шабалова и Уткина через Усть-Очеретинское была проложена железная дорога. Моспин, имевший поместье в Рясном, просил назвать станцию его именем. При трассировании строители ошиблись всего лишь на несколько километров и назвали станцию в Усть-Очеретинском — Моспино. Название станции закрепилось за поселками, расположенными в округе. В 1938 году Моспино стало посёлком городского типа.
С 1938 года имеет статус города.
24 октября 1941 года советские органы власти и войска оставили город, который был оккупирован германскими войсками.
6 сентября 1943 года освобождён от германских войск войсками Южного фронта в ходе Донбасской операции войсками 2-й гвардейской армии в составе:
- Части войск 302-й сд (полковник Родионов, Алексей Павлович)
- 13-го гв. ск (генерал-майор Чанчибадзе, Порфирий Георгиевич)[6].

В наступательных боях в районе Моспино 07.09.1943 г. орденом Красной звезды был награждён будущий народный артист СССР Владимир Этуш.
В 1980 году город вошёл в состав Пролетарского района города Донецка.

### Война на востоке Украины (2014-2022)
18 августа 2014 года, в ходе боевых действий между украинскими войсками и повстанческими отрядами ДНР, город подвергся многочисленным артобстрелам, была серьёзно повреждена шахта «Моспинская». По данным правительства ДНР, в Моспино были применены фосфорные бомбы.

## Население
За период с 1959 года по 2021 год население сократилось на 7,5 тыс. чел. (более 40 %).
Количество на начало года.
| Год  | Количество жителей |
| ---- | ------------------ |
| 1873 | 423                |
| 1939 | 14986              |
| 1956 | 16000              |
| 1959 | 18002              |
| 1964 | 17000              |
| 1970 | 16955              |
| 1971 | 17100              |
| 1979 | 14638              |
| 1989 | 13494              |
| 1992 | 13300              |
| 1994 | 13000              |
| 1998 | 12100              |
| 2001 | 11736              |
| 2003 | 11536              |
| 2004 | 11384              |
| 2005 | 11265              |
| 2006 | 11118              |
| 2007 | 11029              |
| 2008 | 10967              |
| 2009 | 10876              |
| 2010 | 10827              |
| 2011 | 10753              |
| 2012 | 10741              |
| 2013 | 10806              |
| 2014 | 10745              |
| 2015 | 10635              |
| 2016 | 10605              |
| 2017 | 10617              |
| 2018 | 10577              |
| 2019 | 10555              |
| 2020 | 10518              |
| 2021 | 10493              |

## Известные уроженцы
- Назаров Александр Владимирович — сотрудник советских органов государственной безопасности, генерал-майор[17].
- Теплинский Михаил Юрьевич — российский военачальник. Командующий Воздушно-десантными войсками (с 2022). Герой Российской Федерации.

## Достопримечательности
- Дворец культуры «Юность» (ул. Ново-Моспино)
- «Востокуглемаш — Ремонтно-механический завод» (ул. Рудничная)
- Клуб «Бирюки» (ул. Заоева)
- ГБ № 12 (ул. Тельмана)
- Моспинское УглеПерерабатывающие Предприятие (УПП)
- Шахта Моспинская
- Грунтовый аэродром Донецкой областной организации ДОСААФ (после 1991 года — ОСОУ) для легких спортивных и учебных поршневых самолётов и вертолётов

## Социальная сфера
5 из 6 школ (2 800 учащихся, 166 педагогов), больница (на 150 коек и 110 медработников), 3 библиотеки, 2 детсада. Храм святых Петра и Павла.